# Lois Hamilton
Lois Hamilton, właśc. Lois Aurino (ur. 14 października 1952 w Filadelfii, zm. 23 grudnia 1999 w Rio de Janeiro) – amerykańska aktorka.
W latach 70. rozpoczęła karierę modelki. Jako aktorka debiutowała w roku 1972 epizodyczną rolą w filmie Last of the Red Hot Lovers. Pracowała z gwiazdami formatu Sydneya Pollacka, Roberta Redforda, Burta Reynoldsa czy Rogera Moore’a. Jedną z ostatnich ról odegrała w filmie akcji Odpowiedź zbrojna w 1986 r.
Zmarła śmiercią samobójczą. Podczas pobytu w Sheraton Hotel w Rio de Janeiro zamknęła się w swoim pokoju i przedawkowała tabletki nasenne.